# Giuseppe Mercalli
Giuseppe Mercalli (n. 21 mai 1850, Milano, Imperiul Austriac – d. 19 martie 1914, Napoli, Italia) a fost un vulcanolog și preot catolic italian.
El este cel mai cunoscut pentru scala de intensitate Mercalli pentru măsurarea cutremurelor.